# 佐賀県立森林公園野球場
佐賀県立森林公園野球場（さがけんりつ・しんりんこうえん・やきゅうじょう）は、佐賀県佐賀市久保田町徳万526番地1の佐賀県立森林公園内にある野球場。愛称 さがみどりの森球場（さがみどりのもり・きゅうじょう）。佐賀県が運営管理している。

## 歴史
佐賀市と久保田町（当時）の間を流れる嘉瀬川は流路が曲がりくねっている箇所があり、水防上問題があることから流路を真っすぐにする河川改修が行われることになった。
この改修事業は明治百年記念事業として1968年に着手され、旧河川敷は広域公園として整備されることになった。また佐賀市にある佐賀球場は老朽化や狭隘化などにより試合運営に支障をきたすなどしていたことから、公園内には県営の野球場が建設されることになった。
野球場は1999年4月に完成。県民からの公募により、愛称「みどりの森県営球場」が付与された。公園内の施設として整備されることを考慮して、利用者に威圧感を与えないようスタンド全体を円形にし、高低差を抑えて傾斜がなだらかになるよう設計された。2001年にはナイター設備が追加設置された。後に公園内には芝生広場や親水スペース、テニスコート、アーチェリー場などが整備され、森林公園は2003年に竣工した。
開場以来高校野球などアマチュア公式戦が行われている。プロ野球公式戦は、セ・リーグの読売ジャイアンツ、横浜DeNAベイスターズ、広島東洋カープが主催試合を開催している。パ・リーグ公式戦の開催は準地元である福岡ソフトバンクホークス主催のもの（二軍はこの限りに非ず）を含め無いが、2018年3月3日に埼玉西武ライオンズ対広島東洋カープのオープン戦が開催され、以後原則として毎年3月に西武主催でオープン戦が行われている。
スコアボードの改修を期に愛称を『さがみどりの森球場』に変更した。

## 主なエピソード
- 1999年4月17日、こけら落としとして広島東洋カープ対横浜ベイスターズが開催された。佐賀県でプロ野球公式戦が開催されたのは1953年4月12日に杵島炭鉱グラウンド（杵島郡大町町）にて西鉄ライオンズ対東急フライヤーズが開催されて以来、実に46年ぶりのことだった。
- 2009年4月22日には、読売ジャイアンツが東京ヤクルトスワローズを相手に佐賀県で初の主催公式戦を開催。坂本勇人のタイムリーで逆転勝ちを収めた。
- 2021年5月19日に予定されていた読売ジャイアンツ対広島東洋カープ戦は新型コロナウイルスの感染拡大に伴う緊急事態宣言を受けて東京ドームに変更となった。
- 2023年4月19日には、読売ジャイアンツ対横浜DeNAベイスターズ戦が開催された[2]。

## プロ野球公式戦開催実績
2023年4月現在で8試合が開催されている。すべてセ・リーグ公式戦で、パ・リーグ公式戦およびセ・パ交流戦の開催はない。
- 1999年4月17日 広島東洋カープ 5-0 横浜ベイスターズ
- 2001年5月19日 広島東洋カープ 4-3 中日ドラゴンズ
- 2001年5月20日 広島東洋カープ 4-1 中日ドラゴンズ
- 2002年9月11日 横浜ベイスターズ 3-6 広島東洋カープ
- 2003年7月30日 広島東洋カープ 5-5 ヤクルトスワローズ
- 2005年4月27日 横浜ベイスターズ 2-5 広島東洋カープ
- 2009年4月22日 読売ジャイアンツ 3-2 東京ヤクルトスワローズ
- 2023年4月19日 読売ジャイアンツ 5-1 横浜DeNAベイスターズ

## 施設概要
- 構造 RC造3階建
- グラウンド面積：13,732m2
- 両翼：99.1m、中堅：122m
- 内野：クレー、外野：天然芝
- 照明設備：6基（最大照度：投捕間2000Lx、外野1200Lx）
- 収容人員：16,532人（内野：11,850人＋車椅子席32人、外野：4,650人）
- スコアボード：LED式フルカラービジョン

## 交通
- 久保田駅より徒歩約30分
- 佐賀駅バスセンター（JR佐賀駅前）より市営バス「（18）久保田総合センター」行、昭和自動車「大手口バスセンター行」「多久行」、祐徳バス「祐徳神社行」「鹿島中川行」「武雄温泉行」の何れかに乗車し、「森林公園前」下車後徒歩約5分。